# Kozia Góra (Nadma)
Kozia Góra – część wsi Nadma w Polsce położona w województwie mazowieckim, w powiecie wołomińskim, w gminie Radzymin. 
Kozia Góra jest częścią składową sołectwa Nadma.
W latach 1975–1998 Kozia Góra administracyjnie należała do województwa warszawskiego.
Miejsce urodzenia Jana Skrzypińskiego, inżyniera, projektanta broni, współtwórcy pistoletu vis.